# Acasă (album)
Acasă este al treilea album solo al interpretului Smiley, lansat la 21 noiembrie 2013, la casa de discuri Cat Music / HaHaHa Production.
Albumul are 17 track-uri. Acasă (Ediția specială) este compus din 18 piese și a fost lansată la 3 martie 2014.

## Ordinea pieselor
| Nr.             | Titlu                                           | Lungime |  |
| 1.              | „Can I get a...” (Feat. Dorian)                 | 3:27    |  |
| 2.              | „Acasă”                                         | 3:42    |  |
| 3.              | „Hot in july”                                   | 3:44    |  |
| 4.              | „Înapoi în viitor”                              | 3:32    |  |
| 5.              | „Dead man walking”                              | 3:21    |  |
| 6.              | „Pantofii altcuiva” (Feat. Speak)               | 3:29    |  |
| 7.              | „I wish”                                        | 4:06    |  |
| 8.              | „Letter to you and me”                          | 3:47    |  |
| 9.              | „O ard trist”                                   | 3:47    |  |
| 10.             | „Criminal” (Feat. Kaan)                         | 3:22    |  |
| 11.             | „Pretindeai” (Feat. Mihai Ristea și Alex Velea) | 3:53    |  |
| 12.             | „Hi, ce faci?” (Feat. Don Baxter)               | 3:28    |  |
| 13.             | „Stupid man” (Feat. Soré)                       | 3:24    |  |
| 14.             | „Conversație” (Feat. Cabron)                    | 3:43    |  |
| 15.             | „Another day”                                   | 3:36    |  |
| 16.             | „Ne deranjați”                                  | 3:35    |  |
| 17.             | „Wonderful life”                                | 3:40    |  |
| Lungime totală: | Lungime totală:                                 | 61:36   |  |

| Ediție Specială: Bonus Track |                 |         |  |
| Nr.                          | Titlu           | Lungime |  |
| 18.                          | „Nemuritori”    | 3:35    |  |
| Lungime totală:              | Lungime totală: | 65:11   |  |